# Nelson Glueck
Pour les articles homonymes, voir Glueck.
Nelson Glueck (Cincinnati, 4 juin 1900-Cincinnati, 12 février 1971) est un archéologue et orientaliste américain.

## Biographie
Il étudie de 1920 à 1923 à l'Hebrew Union College et est ordonné rabbin en 1923. Pour continuer ses études bibliques, il se rend à Berlin puis à Iéna pour y préparer un doctorat.
À son retour aux États-Unis, il est élève de William Foxwell Albright à l'université Johns-Hopkins de Baltimore et l'accompagne en Palestine où il participe avec lui aux fouilles de Tell Beit Mirsim.
Directeur de l'American Schools of Oriental Research de Jérusalem (1932-1933) puis de celle de Bagdad (1942-1947), professeur à l'Hebrew Union College dès 1934, il se spécialise dans l'archéologie biblique qu'il enseigne à partir de 1936.
Tout au long de sa carrière, il va visiter et explorer plus de mille cinq cents sites en Transjordanie, au Néguev et au Sinaï et va mettre au point la technique de reconnaissance des sites par la céramique retrouvée en surface. Son travail, qualifié de prodigieux est encore dit inégalé aujourd'hui.
Le 14 juin 1971, il reçoit à titre posthume le titre de Doctor of Divinity de l'université Yale.

## Travaux
- Explorations in Eastern Palestine and the Negeb, in Bulletin of the American Schools of Oriental Research no 55, 1934
- Rivers in the Desert, 1959
- The River Jordan, 1968